# Sarde a beccafico
Le sarde a beccafico, in siciliano sardi a beccaficu, sono una preparazione di sarde tipica della gastronomia siciliana, in particolare palermitana, messinese e catanese.
È un piatto ufficialmente riconosciuto e inserito nella lista dei prodotti agroalimentari tradizionali italiani (P.A.T) del Ministero delle politiche agricole alimentari e forestali (Mipaaf).

## Caratteristiche
La ricetta consiste nel preparare le sarde al forno arrotolate intorno a un composto di pan grattato, aglio tritato, prezzemolo tritato, uva sultanina, pinoli, succo di arancia, sale, pepe e olio d'oliva.
Il piatto appartiene alla tradizione popolare e si trova spesso in vendita nelle friggitorie dei mercati palermitani - come la Vucciria - ma anche a Messina, Trapani, Agrigento, Catania e nei vari comuni delle relative province.
Le sarde a beccafico sono considerate un secondo ma vengono anche servite come ricco antipasto soprattutto nei pranzi cerimoniali.

## Storia
Il nome del piatto deriva dai beccafichi, uccelli della famiglia dei Silvidi. In passato i nobili siciliani potevano permettersi di andare a caccia di beccafichi. Una volta rientrati, i monsù li spennavano, disossavano e li farcivano, preoccupandosi di lasciare la codina all'esterno.
Il piatto era gustoso, ma inavvicinabile al popolo in quanto bene di lusso. I contadini siciliani ripiegarono quindi sulle materie prime che potevano permettersi, ovvero le sarde. Elemento comune alle due preparazioni era anzitutto la presenza del codino a V, unico tratto similare tra l'uccello e il pesce, utilizzato non solo in chiave estetica, ma anche funzionale, in quanto permetteva di afferrare la sarda con le mani.
L'opposizione tra il piatto nobiliare e quello popolare era ulteriormente calcata dal cattivo odore delle sarde, che venivano acquistate dai contadini non fresche,in quanto più economiche. L'odore venne camuffato grazie all'utilizzo di agrumi.
Per imitare il ripieno d'interiora si pensò di utilizzare la mollica di pane, i pinoli e poco altro.

## Preparazione
Esistono diverse varianti che si differenziano prevalentemente per le modalità di cottura, al forno o impanate e fritte, e la forma. Nella parte occidentale dell'Isola il ripieno deve essere disposto all'interno di una sola sarda, arrotolata su sé stessa, nella Sicilia orientale invece va disposto tra due sarde messe l'una sull'altra.

### Sarde a beccafico alla palermitana
Le sarde vengono eviscerate, private della lisca centrale e della testa, lavate ed asciugate. Si prepara anche la farcia facendo indorare il pan grattato e aggiungendo l'aglio e il prezzemolo tritato, i pinoli, l'uva sultanina e un cucchiaio di zucchero, poi sale, pepe e mezzo bicchiere di olio d'oliva. Quando il composto risulta amalgamato se ne distribuisce una piccola quantità su ciascuna sarda ben distesa che infine vi viene arrotolata intorno. Le  sarde così preparate sono infornate unte con un intingolo a base d'olio, succo di arancia, sale, pepe e alternate da foglie d'alloro. Vengono cotte per 15 minuti e servite fredde.

### Sarde a beccafico alla messinese
Diversamente dalla prima variante, nel messinese il ripieno contiene mollica ed anche capperi, mentre la cottura avviene mediante frittura Il piatto finale presenta infatti una panatura dorata.

### Sarde a beccafico alla catanese
A differenza di quelle palermitane si aggiunge nella farcia il caciocavallo, inoltre - anziché arrotolarle sulla farcia - le sarde sono disposte una sopra l'altra, a due a due, impanate e fritte.

### Spiedini di Sarde a beccafico
Una quarta versione prevede che le sarde farcite (anche col caciocavallo) e arrotolate vengano infilzate su uno spiedino alternando, una sarda e una foglia di alloro, uno spicchio di cipolla e uno d'arancia. Gli spiedini così ottenuti vengono cotti in forno.